# 純正
純正（じゅんせい）とは、純粋で正しいこと、純粋でまじりけのないこと。そこから転じて、工業製品を製造販売するメーカーによって販売されている部品などを指す言葉としても使われる。純正品や純正部品が省略されて単に「純正」と呼ばれるようになった。対義語としてはサードパーティー（社外品、略して社外とも）がある。

## 概要
製品を製造販売する会社（製品メーカー）が、その製品用に追加や交換用あるいは修理用として販売する部品を指す。しかしこれらの部品は、そのすべてを製品メーカーが自ら製造していることはまずない。特に近代以降の、大量生産される工業製品においては、その複雑な構造やそれを構成する部品点数の膨大さから、それらの製品を企画開発・製造販売する会社（製品メーカー）がすべての部品を自ら製造するのは、その費用対効果などを考慮すると現実的に不可能だからである。
そのために、「純正」と謳って製品メーカーが販売する部品は、概ね次の三つに分けられる。
- 製品メーカーが自ら製造している部品
- 製品メーカーが部品製造会社（部品メーカー）に指示してつくらせた特殊な規格や性能を持つ部品
- 一般的な規格でつくられた汎用部品（ねじや電線など）

これらから、純正部品とは「製品メーカーがその製品を製造する際に使用したものと同じあるいはそれに準じたものとして、製品メーカーが認定して販売している部品」ということもできる。
なお、純正部品をつくっている部品メーカーが、製品メーカーに納入しているものと同等の品を勝手に「純正」あるいは「純正対応」と称して直接販売することもあるが、これは製品メーカーの認定を受けて販売されていないという意味で厳密には純正ではなくなる（通常サードパーティー製の扱いとなる）。こうした部品を使うと、メーカー保証やクレーム対応などを受けられなくなる場合があるので注意が必要である。

## コンピュータ
コンピュータでは、ハードメーカー自らが製造している機器を「純正」と呼んでいることが多い。サードパーティーの周辺機器に比べて、高価である。主にメモリ・CD-ROMドライブなどで使用される。
周辺機器によっては、純正でないと動作しなかったり、動作が不安定になったりする場合がある。特にCD-ROMドライブのないノートパソコンでは、パソコンメーカー純正のCD-ROMドライブでない場合、リカバリー出来ないことが多い。

## カメラ
一眼レフカメラに於いても、同様に本体メーカー自らが製造しているレンズ・周辺機器を「純正」と呼ぶことが多い。同様にサードパーティー製のものに比べ高価であるが、コンピュータのケースに比べ量販店等での入手機会は多い。

## 自動車等
自動車やオートバイでも、部品をその出自によって「純正」と「アフターマーケット」や「サードパーティー」に分けることがある。自動車やオートバイでの純正品と社外品との違いは、基本的には前述の概要と同じだが、社外品の中には大きく分けて、交換や修理用の純正部品とほぼ同じ性能や品質を持つ純正代替型（互換品）と、純正部品よりも高性能や高品質を追求した機能向上型の二種類がある。前者は純正部品と同等かそれよりも安価であることが多く、後者は純正部品より高価であることが多い。
エンジンやシャシー等を複数の車種で共用し、共通部品が多い自動車では、その部品の流通量が多く見込めるために、純正代替型の社外部品の参入する余地が多い。そのためメーカー保証やクレーム対応を考慮する必要がない場合(そもそも保証期間が終了している低年式車など)、こうした純正代替型の社外部品が存在すればそれを使って整備や修理を安価に済ませるという選択肢もある。
なお、自動車と違ってエンジンやシャシーの共用が少ないオートバイでは自動車ほど純正代替型の社外部品が普及していない。例外的に、原動機付自転車などの小排気量スクーターやビジネスバイクのような販売台数の多い車種では純正代替型の社外部品が比較的流通しているが、自動車に比べて流通量や知名度は低い。その代わり、自動車よりも趣味性が強い車種が多いオートバイでは機能向上型の社外品の流通が多く、オートバイで「社外品」といえばこうしたものを指す場合が多い。

### バス
バスにおいては、シャーシメーカーの系列にあるコーチビルダーが製造したバス車体を「純正車体」「純正ボディ」と呼ぶことがある。
日本のバスシャーシメーカー各社では、以下のメーカーで製造されたボディを「純正ボディ」としている。
- いすゞ自動車・日野自動車 - ジェイ・バス
- 三菱ふそうトラック・バス - 三菱ふそうバス製造